# Lithostege incanata
Lithostege incanata är en fjärilsart som beskrevs av Hüfnagel 1767. Lithostege incanata ingår i släktet Lithostege och familjen mätare. Inga underarter finns listade i Catalogue of Life.